# Kungs-Barkarö församling
Kungs-Barkarö församling var en församling i Västerås stift och i Kungsörs kommun i Västmanlands län. Församlingen uppgick 2006 i Kungsörs församling.

## Administrativ historik
Församlingen har medeltida ursprung var till 1867 annexförsamling i pastorat med Köpings stads- och landsförsamlingar. Från 1867 till 1 maj 1922 utgjorde församlingen ett eget pastorat för att därefter till 1962 vara annexförsamling i pastoratet Björskog och Kungs-Barkarö. Från 1962 till 2006 annexförsamling i pastoratet Kung Karl, Torpa, Björskog och Kungs-Barkarö. Församlingen uppgick 2006 i Kungsörs församling.

## Organister
Lista över organister i Kung-Barkarö församling.
| Ämbetstid | Namn                 | Levnadstid | Övrigt                 |
| --------- | -------------------- | ---------- | ---------------------- |
| -1847     | Carl Erik Malmgren   | 1812-      |                        |
| 1847-1861 | Johan Wilhelm Muhr   | 1813-      |                        |
| 1864-1874 | Nils Peter Bengtsson | 1837-      |                        |
| 1876-1895 | Per Erik Pettersson  | 1839-      |                        |
| 1896-1905 | Karl Georg Kindblad  | 1870-      |                        |
| 1906      | Oskar Erhard Olsson  | 1882-      | Vikarierande organist. |
| 1906-1911 | Axel Henrik Fridén   | 1882-      |                        |
| 1911-1931 | Carl Kletus Nyström  | 1870-1945  |                        |
| 1931-     | John Ivar Eriksson   | 1901-      |                        |

## Kyrkor
- Kungs-Barkarö kyrka